# Zadry
Zadry (kaszub. Zadrë lub Jakùbòwò, niem. Jacobshausen) – wieś  w Polsce położona na Pojezierzu Bytowskim, w województwie pomorskim, w powiecie bytowskim, w gminie Miastko.
Wieś pofolwarczna przy trasie drogi krajoej nr 20. Na północ od miejscowości znajduje się jezioro Dolskie.
Wieś stanowi sołectwo gminy Miastko.
W latach 1975–1998 miejscowość administracyjnie należała do województwa słupskiego.